# Гарегин Шишманян
Гарегин Шишманян е български просветен деец и общественик от арменски произход.

## Биография
Роден е през 1850 г. в Цариград, в семейството на свещеника Магакия Шишманян. Скоро след като се ражда, семейството му се преселва в Пловдив. От 1864 г. баща му преподава няколко предмета в училище „Вартанян“. Гарегин продължава развитието на просветното дело сред арменските заселници в Пловдив и България. От 1884 до 1898 г. е директор на училище „Вартанян“. В него за първи път въвежда изучаването на български език, история и литература. Умира през 1901 г. в Пловдив.